# Wegenwacht

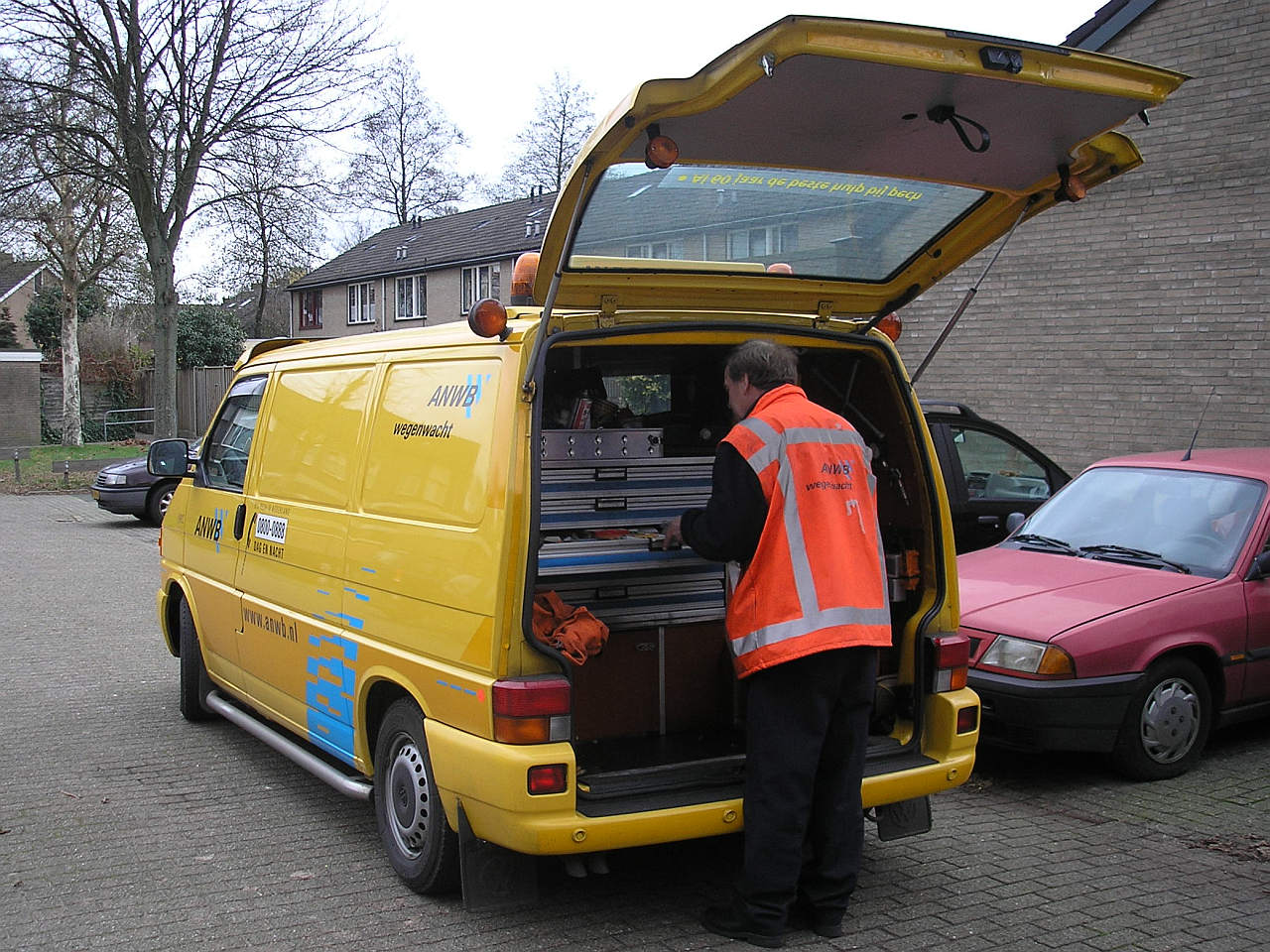
Wegenwachtbusje (Volkswagen Transporter) anno 2006

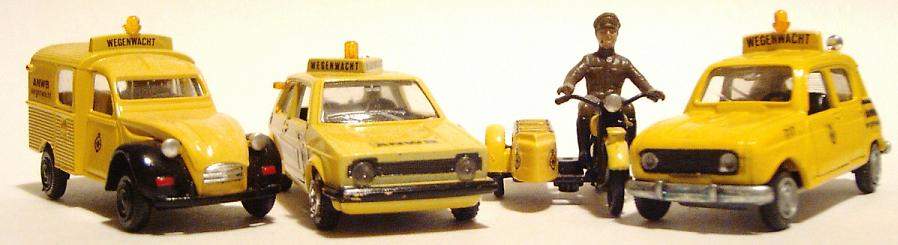
Een miniatuurweergave van oudere wegenwachtvoertuigen

De Wegenwacht is de pechhulpverleningsdienst van de Koninklijke Nederlandse Toeristenbond ANWB. De Wegenwacht is in Nederland de grootste hulpverleningsdienst bij autopech.

## Geschiedenis
In navolging van de Britse 'Automobile Association' wilde de ANWB in 1939 een wegenwacht starten. De Tweede Wereldoorlog verhinderde echter een snelle realisatie van deze plannen. Na de oorlog pakte de ANWB het plan weer van de plank. Van de Canadese bevrijders nam de ANWB 25 Harley-Davidson Liberator motoren over. Op 15 april 1946 waren de eerste zeven wegenwachters actief. De Wegenwacht was direct populair, vooral vanwege de belabberde kwaliteit van de auto's na de oorlog. In het eerste jaar werden 10.000 auto's geholpen (Nederland telde toen 30.000 auto's). Het aantal wegenwachtmotoren groeide in 1948 al tot 70, en in 1951 werd het 250.000e lid ingeschreven. Anno 2022 zijn er zo'n 900 wegenwachters.

## Waterwegenwacht
In 1966 werd door de ANWB een waterwegenwacht vanuit Joure begonnen. Taak was het verlenen van hulp aan pleziervaartuigen met motoraandrijving op het Tjeukemeer, Slotermeer, Fleusen, Heegermeer, Sneekermeer en de aanliggende plassen gedurende het watersportseizoen. Tussen 1 april tot 15 november kon men dagelijks van 7.00 en 23.00 uur een beroep op de dienst doen. In 1990 werd deze waterwegenwacht service opgeheven.

## Wegenwachtvoertuigen
- Harley-Davidson Liberator (1946-1960)
- BSA M 21 (1949-1960)
- Citroën 2CV AK350 (Besteleend) (1960-1973)
- Renault 4 (1973-1982)
- Volkswagen Golf (1982-2006)
- Volkswagen Polo (1996-2010)
- Volkswagen Transporter T4, T5 en T6 (1996 tot heden)
- Volkswagen Touran (2006 tot 2020)
- Volkswagen Caddy (2010 tot heden)
- Ford Transit Connect (2018 tot heden)
- Volkswagen e-Golf (elektrisch voertuig) (2018 tot heden)
- Volkswagen ID. Buzz Cargo (elektrisch voertuig) (2023 tot heden)
- hyundai ix35 (waterstofvoertuig) (2018 tot heden)
- Nissan E-NV200 (elektrisch voertuig) (2018-heden)
- Peugeot Partner (2019 tot heden)
- Volkwagen ID4 (elektrisch voertuig) (2021 tot heden)
- BMW-motorfietsen (voor in de stad)
- e-bike bakfiets (voor in de stad)
- Iveco lepel en plateauwagen (voor transporten en pechverplaatsing)
- Mercedes plateauwagen (voor transporten en pechverplaatsing)

## Communicatie
In de begintijd van de Wegenwacht reed elke motor een vaste route. Al patrouillerend kwam hij gestrande automobilisten tegen. In 1950 kwamen langs de wegen 400 telefoonborden te staan. Deze borden verwezen naar plaatsen waar gebeld kon worden naar de wegenwachtcentrale. In 1960 werd in Delft het eerste wegenwachtstation geopend. Deze centrale stond in verbinding met 10 praatpalen langs de A13 en met een aantal wegenwachters. In 1970 werd het begin gevormd van een landelijk dekkend praatpalennetwerk. In 1994 werd het laatste model praatpaal geïntroduceerd, herkenbaar aan de 'konijnenoren', die de geluidsoverlast van de voorbijrazende auto's beperken. De praatpalen zijn in 2017 afgeschaft.
Elke wegenwachtauto is uitgerust met GPS. Daarbij worden via een computer de pechgevallen over de dichtstbijzijnde wegenwachters verdeeld. Doven en slechthorenden hebben de mogelijkheid tot het versturen sms in geval van pech. Ze geven hun lidnummer, plaats en kenteken per sms aan de centrale.

## Einde monopolie
Tot het begin van de jaren 2000 had de Wegenwacht in de praktijk een monopolie als pechhulpverleningsdienst, omdat er gewoonweg geen andere diensten met landelijke dekking waren. Van 2004 tot 2021 opereerde het bedrijf Route Mobiel als alternatieve dienst. Ook de BOVAG, Mondial Assistance, later Allianz Global Assistance, en AA team gingen vergelijkbare diensten verlenen. Vanaf 2011 boden verzekeraars pechhulp aan als optie bij een autoverzekering. De Wegenwacht van de ANWB is echter de enige pechhulpverlener die langs de Nederlandse snelwegen sleutelhulp aan voertuigen mag verlenen. Andere dienstverleners mogen auto’s enkel afslepen.